# 韦尔芒通
韦尔芒通（法語：Vermenton，法語發音：[vɛʁmɑ̃tɔ̃]）是法国勃艮第-弗朗什-孔泰大区约讷省的一个市镇，位于该省中部，属于欧塞尔区。该市镇于2016年由原韦尔芒通与市镇萨西合并而成。

## 地理
韦尔芒通（47°39'54"N, 3°44'7"E）面积53.34 平方千米，位于法国勃艮第-弗朗什-孔泰大區约讷省，该省份为法国中北部内陆省份，西接卢瓦雷省，西北接塞纳-马恩省，南至涅夫勒省，东临科多尔省，东北与奥布省接壤。
与韦尔芒通接壤的市镇（或旧市镇、城区）包括：圣西尔莱科隆、艾格勒蒙附近利谢尔、尼特里、屈尔河畔吕西、茹拉维尔、屈尔河畔贝西、双河村。
韦尔芒通的时区为UTC+01:00、UTC+02:00（夏令时）。

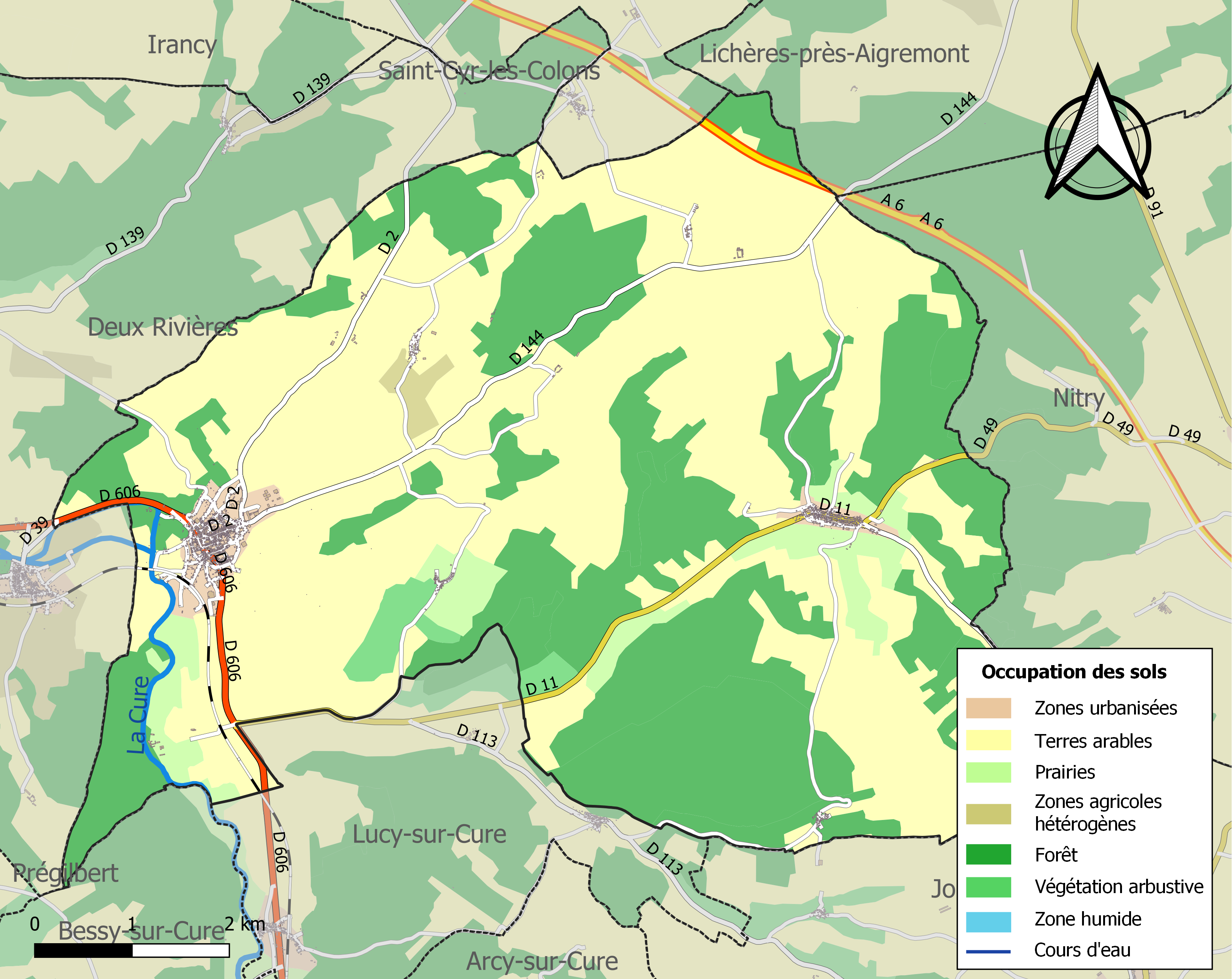
韦尔芒通的OSM定位图

## 行政
韦尔芒通的邮政编码为89270，INSEE市镇编码为89441。

## 政治
韦尔芒通所属的省级选区为茹拉维尔县。

## 人口

1962-2008年间韦尔芒通人口变化图示

韦尔芒通于2022年1月1日时的人口数量为1273人。